# بطولة العالم للشباب لكرة القدم 1997
بطولة العالم للشباب لكرة القدم 1997، النسخة الحادية عشرة من مسابقة كأس العالم للشباب لكرة القدم، وعقدت في ماليزيا من 16 يونيو إلى 16 يوليو 1997.

## الملاعب
| شاه عالم                                                                                            | كوتشينغ               | ألور ستار                       |
| --------------------------------------------------------------------------------------------------- | --------------------- | ------------------------------- |
| ملعب شاه عالم                                                                                       | ملعب سراوق            | ملعب دار الأمان                 |
| السعة: 80,000                                                                                       | السعة: 40,000         | السعة: 32,387                   |
| |                       |                                 |
| شاه عالم كوتشينغ ألور ستار كوانتان كانجار جوهر بهرو كأس العالم تحت 20 سنة لكرة القدم 1997 (ماليزيا) |                       |                                 |
| كوانتان                                                                                             | كانجار                | جوهر بهرو                       |
| ملعب دار المعمور                                                                                    | ملعب توانكو سيد بوترا | ملعب تان سري داتو حاجي حسن يونس |
| السعة: 40,000                                                                                       | السعة: 20,000         | السعة: 30,000                   |
| |                       |                                 |

## التصفيات
بالإضافة إلى الدولة المضيفة ماليزيا، 23 دولة تأهلت من 6 اتحادات قارية منفصلة.
| الاتحاد القاري                           | مسابقة التأهل                                | متأهل(ين)                                                     |
| ---------------------------------------- | -------------------------------------------- | ------------------------------------------------------------- |
| ا ف س (آسيا)                             | كأس آسيا للشباب 1996                         | الصين · اليابان · كوريا الجنوبية · الإمارات العربية المتحدة1  |
| كاف (أفريقيا)                            | بطولة أفريقيا لكرة القدم للشباب 1997         | ساحل العاج · غانا · المغرب · جنوب إفريقيا1                    |
| كونكاكاف (شمال، أمريكا الوسطى والكاريبي) | بطولة كونكاكاف تحت 20 سنة 1996               | كندا · كوستاريكا · المكسيك · الولايات المتحدة                 |
| كونميبول (أمريكا الجنوبية)               | بطولة أمريكا الجنوبية للشباب تحت 20 سنة 1997 | الأرجنتين · البرازيل · باراغواي · الأوروغواي                  |
| و ف س (أوقيانوسيا)                       | بطولة أوقيانوسيا تحت-20 سنة 1997             | أستراليا                                                      |
| يويفا (أوروبا)                           | بطولة أوروبا تحت 18 سنة لكرة القدم 1996      | بلجيكا1 · إنجلترا · فرنسا · المجر · جمهورية أيرلندا · إسبانيا |
| الدولة المضيفة                           | الدولة المضيفة                               | ماليزيا1                                                      |

1.^فرق سوف تشارك لأول مرة.

## روابط خارجية
- FIFA World Youth Championship Malaysia 1997, FIFA.com
- RSSSF > FIFA World Youth Championship > 1997
- FIFA Technical Report (Part 1), (Part 2), (Part 3) and (Part 4)